# Provincia di Orissa
La Provincia di Orissa (in inglese: Orissa Province) era una provincia dell'India britannica. 
Il 1 aprile 1912 Bihar e Orissa vennero separate dal Bengala per costituire la Provincia di Bihar e Orissa. Il 1 aprile 1936, la provincia di Bihar e Orissa venne divisa in Provincia di Bihar e Provincia di Orissa. Parti del distretto di Ganjam e del distretto di Vizagapatam della presidenza di Madras vennero trasferiti alla provincia di Orissa assieme a parti dell'Agenzia delle aree collinari di Vizagapatam e all'Agenzia delle aree collinari del Ganjam.

## Storia
Il 14 ottobre 1803, Orissa venne occupata dal British Raj. Sotto la dominazione inglese, divenne una divisione della presidenza del Bengala con capitale Cuttack. Aveva un'area di 35.664 km² e 5.003.121 di abitanti nel 1901. La provincia includeva anche gli stati tributari di Orissa. Il 1 aprile 1912, la provincia di Bihar e Orissa venne distaccata dal Bengala, e gli stati tributari di Orissa passarono sotto l'autorità del governatore di Bihar e Orissa. Nel 1936, Orissa divenne una provincia separata con cinque distretti.
Il Government of India Act diede la possibilità di creare delle assemblee legislative provinciali. Le prime elezioni si tennero nel 1937 ed il Indian National Congress ottenne la maggioranza dei seggi ma declinò l'offerta a formare un nuovo governo. Venne quindi composto un governo di minoranza presieduto da Krushna Chandra Gajapati, il maharaja di Paralakhemundi.
| Ministro                   | Portafoglio                                 |
| -------------------------- | ------------------------------------------- |
| Krushna Chandra Gajapati   | Interno, finanze, giustizia e commercio     |
| Mandhata Gorachand Patnaik | Rendite, educazione e commercio             |
| Moulavi Latifur Rahman     | Lavori pubblici, autonomia locale e foreste |

Il Congress mutò la propria decisione e si risolse ad accettare l'incarico per un nuovo governo nel luglio del 1937. Il governatore invitò quindi Biswanath Das a costituire un nuovo governo. 
| Ministro          | Portafoglio                                             |
| ----------------- | ------------------------------------------------------- |
| Biswanath Das     | Primo ministro, interno, finanze ed educazione          |
| Nityanand Kanungo | Rendite e lavori pubblici                               |
| Bodhram Dube      | Autonomia locale, salute pubblica, giustizia, commercio |

Nel 1939, come nei ministeri del Congress in altre province, Das diede le proprie dimissioni per protesta verso la dichiarazione di guerra del governatore generale dell'India alla Germania senza la consultazione dei capi indiani, ed Orissa venne retta direttamente dal governatorato centrale sino al 1941 quando Krushna Chandra Gajapati venne nuovamente chiamato a costituire un governo. Questo governo durò in carica sino al 1944.
| Ministro                 | Portafoglio           |
| ------------------------ | --------------------- |
| Krushna Chandra Gajapati | Primo ministro        |
| Godabarish Mishra        | Finanze ed educazione |
| Maulvi Abdus Sobhan Khan |                       |

Altre elezioni si tennero nel 1946, ottenendo una nuova maggioranza per il Congress, andando a formare un governo con a capo Harekrushna Mahatab.
| Ministro            | Portafoglio    |
| ------------------- | -------------- |
| Harekrushna Mahatab | Primo ministro |
| N. K. Chaudhary     |                |
| Nityanand Kanungo   |                |
| Lingaraj Misra      |                |
| R. K. Biswasray     |                |

### Governatori
- 1 aprile 1936 – 11 agosto 1938 Sir John Austen Hubback (1ª volta) (n. 1878 – m. 1968)
- 11 agosto 1938 –  8 dicembre 1938 G. T. Boag (acting) (n. 1884 – m. 1969)
- 8 dicembre 1938 –  1 aprile 1941 Sir John Austen Hubback (2ª volta) (s.a.)
- 1 aprile 1941 –  1 aprile 1946 Sir William Hawthorne Lewis (n. 1888 – m. 1970)
- 1 aprile 1946 – 15 agosto 1947 Sir Chandulal Madhavlal Trivedi (n. 1893 – m. 1981)

### Primi ministri di Orissa
- 1 aprile 1937 – 19 luglio 1937 Maharaja Krushna Chandra Gajapati Narayan Deo (n. 1892 – m. 1974) nessun partito (1ª volta)
- 19 luglio 1937 –  4 novembre 1939 Biswanath Das (n. 1889 – m. 1984) INC
- 4 novembre 1939 – 24 novembre 1941 governo del governatore
- 24 novembre 1941 – 29 giugno 1944 Maharaja Krushna Chandra Gajapati Narayan Deo (s.a.) nessun partito (2ª volta)
- 29 giugno 1944 – 23 aprile 1946 governo del governatore
- 23 aprile 1946 – 15 agosto 1947 Harekrushna Mahatab (n. 1899 – m. 1987) INC